# Briefmarken-Jahrgang 1945 der Post des Japanischen Kaiserreichs
Der Briefmarken-Jahrgang 1945 der Post des Japanischen Kaiserreichs ist im Folgenden aufgelistet. Der Jahrgang enthält zahlreiche ungezähnte Marken.
Die Briefmarken aus diesem Jahrgang weisen wie alle japanischen Briefmarken bis zum Ender des Zweiten Weltkriegs ein „Chrysanthemenwappen“ auf, das kaiserliche Siegel Japans. Der Landesname 大日本帝国郵便 (Dainippon-teikoku-yuubin) ist in Siegelschrift geschrieben mit der Leserichtung im Horizontalen von rechts nach links. Die Währungseinheit ist Yen (圓 „en“ – veralte Kanji-Schreibweise für 円 „en“) bzw. die Untereinheit Sen (銭 „sen“, 1 Yen = 100 Sen).

## Liste
Die Freimarken des Jahrgangs 1945 sind im Folgenden jeweils nach Ausgabedatum sortiert gelistet.
| Freimarken   |                                                     |                                   |               |        |              |                   |            |
| Briefmarke   | Motiv                                               | Satz / Serie                      | Farbe         | Wert   | Ausgabedatum | Gültig bis        | Zähnung    |
| Bild gesucht | Alte Tafel, Inschrift „Der Feind wird sich ergeben“ | Nationales Verteidigungsprogramm  | mattblau      | 10 Sen | August       | 31. August 1947   | ungezähnt  |
|              | Holzschiffsbau                                      | Nationales Verteidigungsprogramm  | grün          | 2 Sen  | 2. Februar   |                   | K 13 x 13½ |
|              | Torii des Yasukuni-Schreins                         | Nationales Verteidigungsprogramm  | tiefkarmin    | 27 Sen | 2. Februar   | 31. August 1947   | K 13 x 13½ |
| Bild gesucht | General Nogi Maresuke (1849–1912)                   | Geschichte, Kultur und Wirtschaft | rosa/rot      | 2 Sen  | März/April   | 31. August 1947   | ungezähnt  |
|              | Alte Tafel, Inschrift „Der Feind wird sich ergeben“ | Nationales Verteidigungsprogramm  | grau          | 10 Sen | 15. April    | 24. August 1945   | K 13 x 13½ |
|              | Sonnenaufgang, Flugzeug Kawasaki Ki-G1 Hien         | Nationale Verteidigung            | grün          | 5 Sen  | 1. Juli      | 31. August 1947   | ungezähnt  |
| Bild gesucht | Sonnenaufgang, Flugzeug Kawasaki Ki-G1 Hien         | Nationale Verteidigung            | blau          | 5 Sen  | (August)     | (31. August 1947) | ungezähnt  |
|              | Alte Tafel, Inschrift „Der Feind wird sich ergeben“ | Nationale Verteidigung            | grau          | 10 Sen | Mai          | 31. August 1947   | ungezähnt  |
| Bild gesucht | Fujiwara no Kamatari                                | Geschichte, Kultur und Wirtschaft | olivgrün      | 5 Yen  | August       | 31. August 1947   | ungezähnt  |
| Bild gesucht | Pflaumenblüte                                       | Geschichte, Kultur und Wirtschaft | dunkelviolett | 10 Yen | August       |                   | ungezähnt  |
|              | Japanische Flagge und Kirschblüten                  | Nationale Verteidigung            | karmin        | 3 Sen  | 31. August   | 31. August 1947   | ungezähnt  |
|              | Fuji-san und Kirschblüten                           | Sehenswürdigkeiten                | orange        | 10 Sen | 16. Juni     |                   | ungezähnt  |